# 돌산도서관
돌산도서관은 전라남도 여수시 돌산읍 소재의 시립 도서관이다.

## 연혁
- 1997년 10월 9일 돌산도서관(구 여천군립도서관) 개관.

## 이용 안내
이용 시간
휴관일
- 일요일을 제외한 법정 공휴일
- 대청소일(매월 첫 번째 목요일)